# Muhammad Rafiq Tarar
Muhammad Rafiq Tarar, em urdu محمد رفیق تارڑ, (Gujranwala, 2 de novembro de 1929 – Laore, 7 de março de 2022) foi um político paquistanês que serviu como presidente de seu país de janeiro de 1998 a junho de 2001.